# Aeromachus inachus
Aeromachus inachus is een vlinder uit de familie van de dikkopjes (Hesperiidae). De wetenschappelijke naam van de soort is voor het eerst geldig gepubliceerd in 1859 door Édouard Ménétries.